# Guioa unguiculata
Guioa unguiculata là một loài thực vật thuộc họ Sapindaceae đặc hữu của Papua New Guinea.